# エリサベト・カールソン
エリサベト・カールソン（Elisabeth Karlsson、1967年7月20日 - ）はスウェーデンの柔道選手。階級は66kg級と72kg級。息子は2021年の世界選手権90㎏級銅メダリストのマルクス・ニマン。

## 人物
1984年の世界選手権66kg級で5位になった。1985年のヨーロッパ選手権では3位に入った。1986年のヨーロッパ選手権でも3位になると、マーストリヒトで開催された世界選手権では決勝まで進むが、フランスのブリジット・ディディエに敗れたものの銀メダルを獲得した。このメダルは2015年現在もスウェーデンの選手が獲得した世界大会における唯一のメダルとなっている。その後階級を72kg級に上げると、1987年の世界選手権では7位となった。1988年のヨーロッパ選手権では3位だった。1989年と1991年のヨーロッパ選手権ではそれぞれ2位となった。

## 主な戦績
66kg級での戦績
- 1984年 - 世界選手権　5位
- 1985年 - ドイツ国際　3位
- 1985年 - ヨーロッパ選手権　3位
- 1986年 - ドイツ国際　3位
- 1986年 - ヨーロッパ選手権　3位
- 1986年 - 世界選手権　2位

72kg級での戦績
- 1987年 - 世界選手権　7位
- 1988年 - ヨーロッパ選手権　3位
- 1989年 - ヨーロッパ選手権　2位
- 1991年 - ヨーロッパ選手権　2位